# جاي بومانياما زاندو
جاي بومانياما زاندو (من مواليد الثاني والعشرين من تشرين الثاني/نوفمبر 1972) هو مخرج أفلام من جمهورية الكونغو الديمقراطية.

## الحياة المبكّرة
وُلد جاي بومانياما زاندو في كينشاسا في الثاني والعشرين من تشرين الثاني/نوفمبر 1972. انتقلَ في أواخر الثمانينيات مع عائلته إلى بروكسل وحصل هناك على الجنسية البلجيكية. درس جاي زاندو الإلكترونيات أولاً، ثم السينما في معهد راديو الكهرباء والسينما (INRACI) في بروكسل وتخرج منه عام 2000. قدم جاي فيلمه الوثائقي الأول الذي صدر بعنوان بابا موبيتو (بالفرنسية: Papa Mobutu)‏ عام 2000 وشارك به في مهرجان نامور الفرنكوفوني السينمائي، كما شارك بأفلام أخرى في مهرجان أفريقا السينمائي في لويفن بدولة بلجيكا.

## المسيرة المهنيّة
بعد مغادرته معهد راديو الكهرباء والسينما، بدأ جاي بومانياما شركة الإنتاج الخاصة به والتي سمّاها ورشة عمل إنتاج أفلام كونغوليّة (بالفرنسية: Ateliers de Production des Films du Congo)‏ قبل أن يُغيَّر اسمها في وقتٍ لاحقٍ إلى زاندو فيلمز (بالفرنسية: Zandu Films)‏ والتي يقعُ مقرها الرئيسي في مدينة كينشاسا ومقرٌ آخر في العاصمة البلجيكيّة بروكسل. أنتج جاي عام 2001 فيلمًا وثائقيًا عن غبادوليت، المعقل السابق لموبوتو سيسي سيكو في منطقة جمهورية الكونغو الديمقراطية، التي سيطر عليها لاحقًا جان بيير بيمبا، وسجّل الفيلم شهادات عن الفظائع التي ارتكبتها قوات موبوتو ثم قواتٌ أخرى من تشاد وأوغندا لكنه أُجبر على ترك هذا الفيلم والتخلّي عنه بعد التضييق الشديد من قِبل أجهزة الأمن.
أنتج جاي زاندو عام 2003 فيلم أبكي لكَ (بالفرنسية: je te pleure)‏ وهو فيلم وثائقي مشترك مدته 54 دقيقة بين شركة زاندو فيلمز وشركة زاندو موفيز التابعة له أيضًا والتي أسسها في ذلك العام في كينشاسا وهي أول شركة إنتاجٍ معترفٍ بها رسميًا من قبل وزارة الثقافة الكونغولية. صُوِّر الفيلم بالتعاون مع الإذاعة والتلفزيون الوطني الكونغولي وبدعمٍ من وزارة الثقافة الكونغولية، ويتراوحُ العمل في تاريخه بين الماضي الاستعماري للكونغو وتاريخها الحديث حيثُ عرَّفَ الشباب الكونغولي على فترةٍ من تاريخهم التي لم تكن معروفة لهم تمامًا.
أخرج زاندو سلسلة ماياسي: تاكسيمان في كينشاسا (بالفرنسية: Mayasi: Taximan a Kinshasa)‏ عام 2004 وهي سلسلةٌ من الأفلام القصيرة التي تتناول حماية وتعزيز التراث السينمائي الكونغولي، حيثُ يُتابع مصوّر السلسلة يومًا واحدًا في حياة ميكانيكي وسائق سيارة أجرة قديم في كينشاسا. ولد السائق ماياسي عام 1938، وكان يقود حافلاتٍ في الحقبة الاستعمارية. يروي كيف تدهورت المدينة وخاصة وسائل النقل العام على مر السنين. على طول الطريق؛ يُصوّر المخرج جوانب الحياة اليومية في كينشاسا وهي المدينة التي يبلغ عدد سكانها حوالي ثمانية ملايين نسمة. أخرج جاي عام 2005 فيلم فضيلة (بالفرنسية: La Vertu)‏ والذي يحكي قصّة ماري التي تعرضت للاغتصاب وهي في الخامسة عشرة من عمرها، ثم يجهضها طبيبٌ ما بطريقة غير قانونيّة قبل أن تبدأ الشرطة في التحقيق في القضية ككل.

## قائمة أعماله
هذه قائمةٌ بأعمال بومانياما زاندو:
| السنة | العنوان                             | العنوان الأصليّ                           | الدور            |
| ----- | ----------------------------------- | ---------------------------------------- | ---------------- |
| 2005  | شاشةٌ كبيرةٌ في كينشاسا: هل هذا ممكن؟ | Grand écran à Kinshasa, est-ce possible? | مخرج             |
| 2005  | الكونغو، أية سينما!                 | Le Congo, quel cinéma!                   | مخرج             |
| 2005  | ذكرى الكونغو في خطر                 | La Mémoire du Congo en péril             | مخرج             |
| 2005  | فضيلة                               | La Vertu                                 | مخرج، منتج وكاتب |
| 2004  | ماياسي، تاكسي مان في كينشاسا        | Mayasi, taximan à Kinshasa               | مخرج             |
| 2001  | مجنون                               | A Fou                                    | مخرج             |
| 2000  | بابا موبوتو                         | Papa Mobutu                              | مخرج             |